# پس‌پشته (مینودشت)
پس‌پشته، روستایی است از توابع بخش مرکزی شهرستان مینودشت در استان گلستان ایران
روستای زیبای پس پشته یکی از مکان های بکر و دیدنی برای گردشگران است که سالانه گردشگران زیادی رو به خود جذب می کند.
مردم این روستا مهربان و مهمان نواز هستند و دست ردی بر سینه مهمان نمی گذارند
از مکان های دیدنی این روستا می توان به چشمه قلو اشاره کرد که آبی شیرین و مناسب را داراست 
بیشتر مردم روستا به کار کشاورزی و دامداری مشغول هستند
در جنگ تحمیلی جمهوری اسلامی ایران با رژیم بعث عراق تعداد زیادی از جوانان روستای پس پشته و جنگ اعزام شده و ۲ تن از شیر مردان این روستا به درجه رفیع شهادت نائل گردیدند
(شهید محمود ممشلی)و(شهید بهرامعلی اسکندری [پیدا نشده])

## جمعیت روستا
این روستا در دهستان چهل‌چای قرار داشته و بر اساس سرشماری سال ۱۳۸۵ جمعیت آن ۸۰۸ نفر (۲۰۰ خانوار)
بوده است.این روستا در سال های ۱۴۰۰ تا ۱۴۰۳ هجری شمسی طی پیشرفت سد نرماب در طرح کوچ قرار گرفته و جمعیت آن به شدت افزایش و افراد روستا پیشرفت کرده اند. اکنون جمعیت روستا به بیش از۱۲۰۰ نفر افزایش یافته است